# Malcolm Arthur Smith
Malcolm Arthur Smith (* 1875 in New Malden, Surrey, Vereinigtes Königreich; † 22. Juli 1958 in Ascot, Berkshire, Vereinigtes Königreich) war ein britischer Arzt und Herpetologe, der auf der Malaiischen Halbinsel tätig war.

## Leben
Smith wuchs als zweitjüngstes von neun Kindern einer aus Britisch-Indien heimgekehrten Familie eins Ingenieurs auf. Er interessierte sich bereits in seiner Kindheit für Reptilien und Amphibien. Nach dem Abschluss seines Medizinstudiums in London im Jahr 1898 praktizierte er vier Jahre lang als Arzt und ging 1902 nach Siam, um in der britischen Botschaft in Bangkok als Arzt zu arbeiten. Diese Tätigkeit übte er mehr als 20 Jahre lang aus. Während dieser Zeit war er auch als Arzt am königlichen Hof tätig, wo er als einer der ersten Europäer einen Einblick in das höfische Leben erhielt. Seine Erlebnisse in dieser Zeit stellte er 1947 in einem Buch dar.
In Siam nutzte Smith einen großen Teil seiner Freizeit für herpetologische Forschungsreisen auf der Malaiischen Halbinsel. Dabei konnte er zahlreiche Sammlungsexemplare fangen. Zu Beginn seiner Forschungen beschäftigte er sich intensiv mit der Systematik. später wandte er sich der Anatomie und der Evolution der Reptilien und Amphibien zu.
Während seines Aufenthalts in Siam gründete Smith 1913 gemeinsam mit dem britischen Kolonialoffizier und Ornithologen Walter James Franklin Williamson die Natural History Society of Siam. Beide fungierten zeitweise als Herausgeber des Journal of the Natural History Society of Siam. 1922 wurde Smith zum Präsidenten der Gesellschaft gewählt, kehrte aber bereits 1925 nach England zurück.
Smith’ veröffentlichte neben zahlreichen Aufsätzen in zoologischen Fachzeitschriften – oft mit Erstbeschreibungen neuer Arten – mehrere bedeutende Werke über Reptilien und Amphibien. 1926 gab das British Museum seine Monographie über Seeschlangen heraus. Von 1931 bis 1943 veröffentlichte Smith im Rahmen der zweiten Auflage der Reihe The Fauna of British India, including Ceylon and Burma die drei Bände über Reptilien. Der vierte Band, der die Amphibien behandeln sollte, ist nicht mehr erschienen. Nach seiner Rückkehr aus Siam widmete Smith sich der Reptilien- und Amphibienfauna der britischen Inseln und veröffentlichte auch darüber eine Monographie.
Smith war von 1929 bis 1945 Redakteur des Zoological Record für Reptilien und Amphibien. Von 1938 bis 1949 war er Herausgeber des Registers. Von 1939 bis 1948 war er der Sekretär für Zoologie der Linnean Society of London. Smith war der erste Präsident der 1947 gegründeten British Herpetological Society und hatte dieses Amt bis 1956 inne.
1921 heiratete er die Ärztin Eryl Smith aus Bangor in Wales, die in Südostasien bedeutende Sammlungen von Farnen durchführte, und später als Botanikerin in den Royal Botanic Gardens in Kew arbeitete. Eryl Smith starb 1930 durch einen Autounfall. Das Paar hatte drei Kinder.

## Erstbeschreibungen von Smith

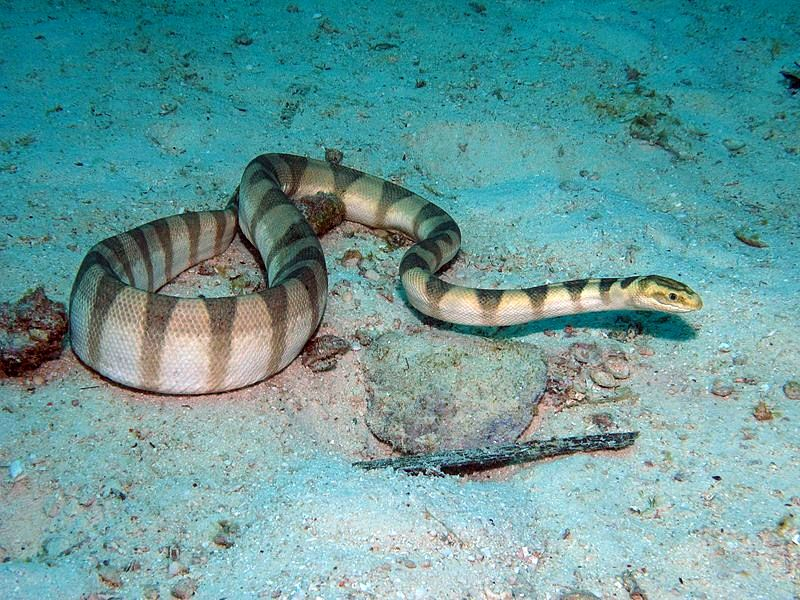
Hydrophis lamberti, eine 1917 von Smith erstbeschriebene Seeschlangenart

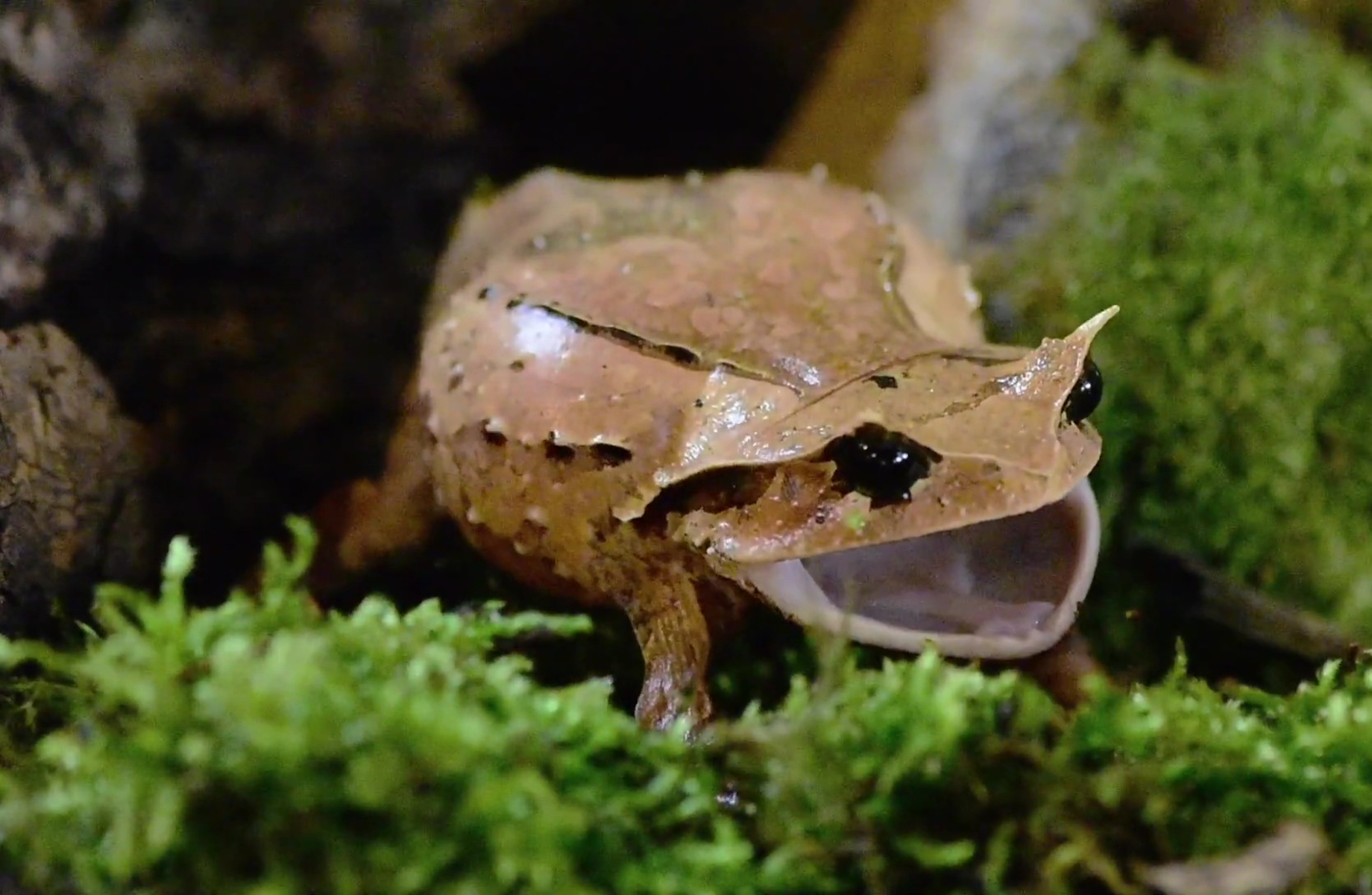
Brachytarsophrys intermedia, ein von Smith 1921 beschriebener Asiatischer Krötenfrosch

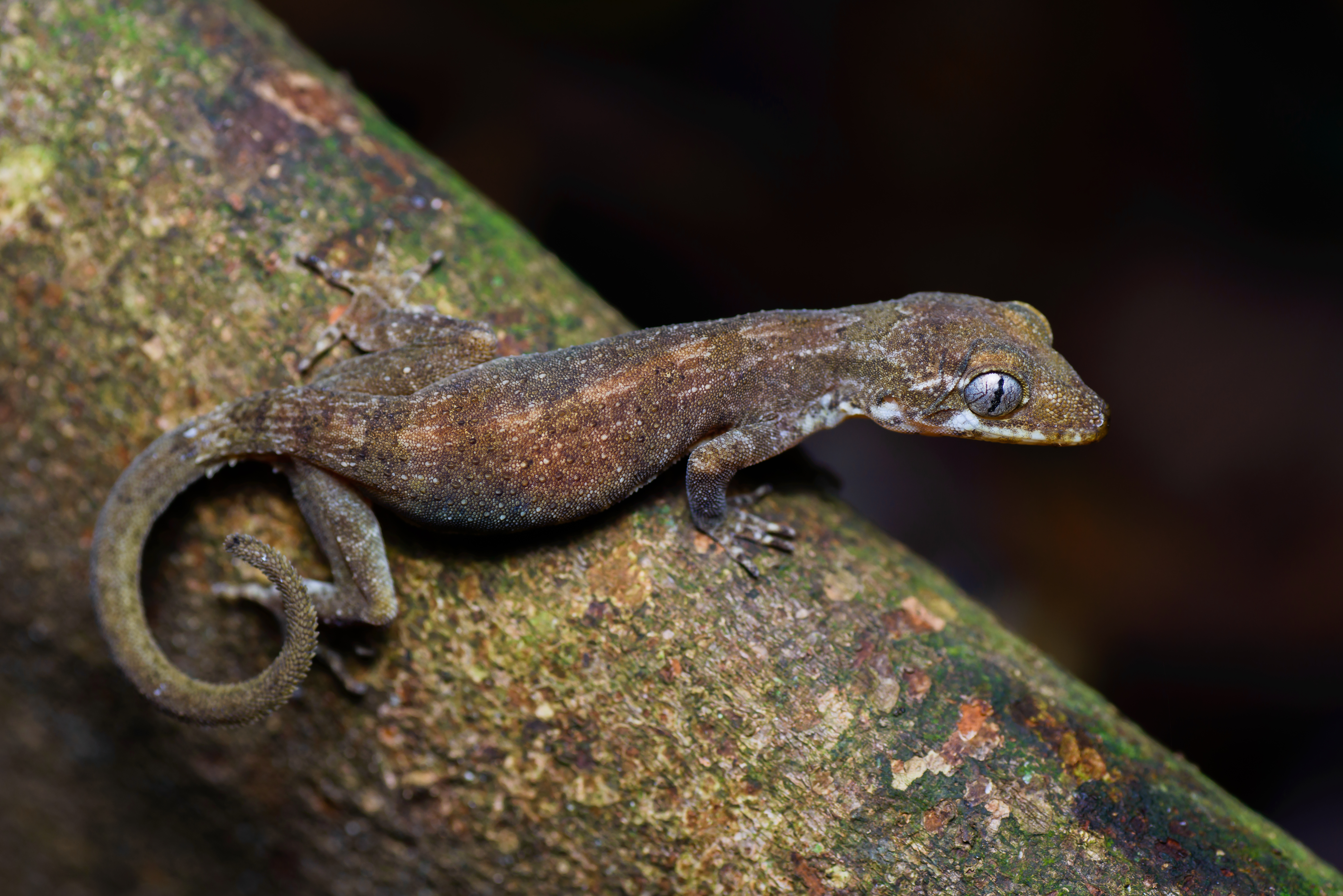
Kurzhand-Bogenfingergecko (Cyrtodactylus brevipalmatus) im Nationalpark Khao Luang im Süden Thailands. Die Bogenfingergeckoart wurde 1923 von Smith erstbeschrieben.

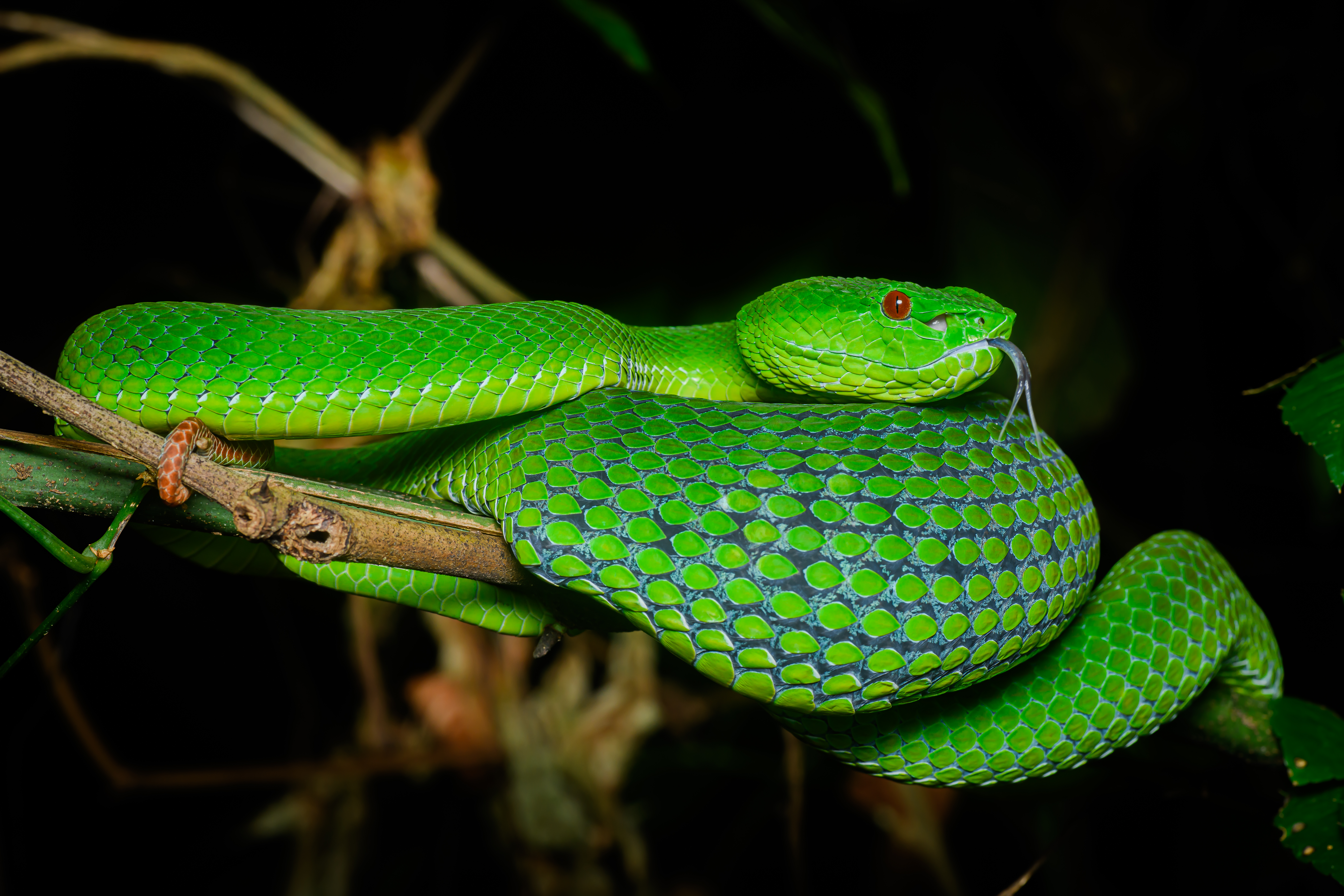
Popes Bambusotter (Trimeresurus popeiorum) wurde 1937 von Smith erstbeschrieben

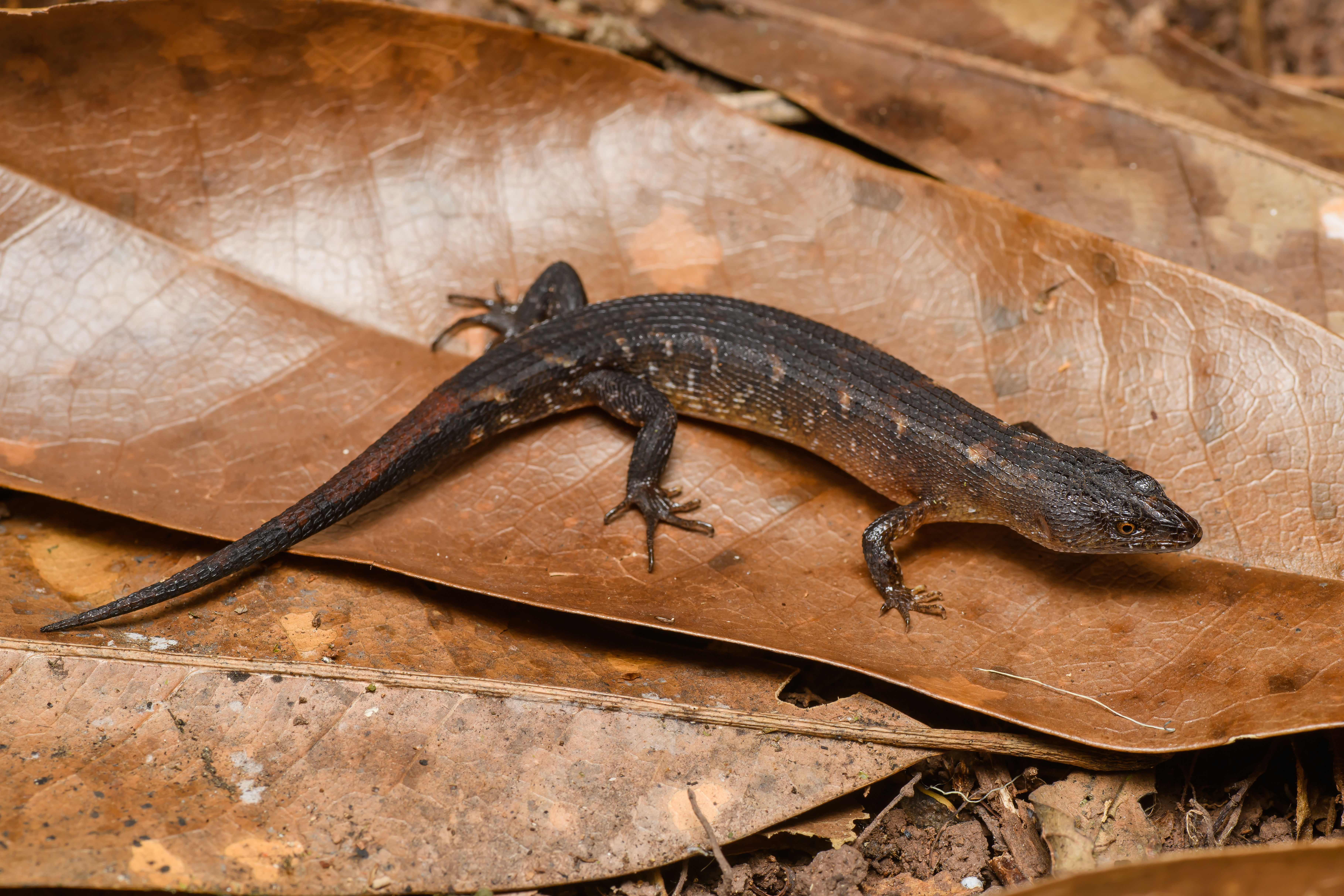
Thai-Wasserskink (Tropidophorus thai) wurde 1919 von Smith erstbeschrieben

Smith veröffentlichte unter anderem Erstbeschreibungen der folgenden Arten und Gattungen:
- Aipysurus apraefrontalis Smith, 1926[7]
- Aipysurus foliosquama Smith, 1926[7]
- Alcalus tasanae (Smith, 1921)[8]
- Amolops kaulbacki (Smith, 1940)[9]
- Amolops torrentis (Smith, 1923)[10]
- Anomochilus leonardi Smith, 1940[11]
- Brachytarsophrys intermedia (Smith, 1921)[12]
- Calamaria apraeocularis Smith, 1927[13]
- Calamaria pendleburyi Smith, 1931[14]
- Calliophis beddomei Smith, 1943
- Calotes paulus Smith, 1935[15]
- Carlia spinauris (Smith, 1927)[13]
- Chrysopelea taprobanica Smith, 1943[16]
- Cnemaspis nigridia (Smith, 1925)[17] – Schwarzflecken-Dünnfingergecko
- Cnemaspis siamensis (Smith, 1925)[17]
- Cylindrophis burmanus Smith, 1943[16] – Burma-Walzenschlange
- Cyrtodactylus angularis (Smith, 1921)[18] – Winkelbogenfingergecko
- Cyrtodactylus brevipalmatus (Smith, 1923)[19] – Kurzhand-Bogenfingergecko
- Cyrtodactylus condorensis (Smith, 1921)[20]
- Cyrtodactylus irregularis (Smith, 1921)[21]
- Cyrtodactylus sworderi (Smith, 1925)[22] – Kota-Tinggi-Bogenfingergecko
- Cyrtodactylus tamaiensis (Smith, 1940)[23]
- Daboia siamensis (Smith, 1917)[24] – Östliche Kettenviper
- Dendrelaphis inornatus timorensis
- Diploderma hamptoni (Smith, 1935)[15]
- Draco indochinensis Smith, 1928[15]
- Dravidogecko Smith, 1933
- Ephalophis Smith, 1931
- Ephalophis greyae Smith, 1931[25]
- Eutropis andamanensis (Smith, 1935)[15]
- Fimbrios Smith, 1921
- Fimbrios klossi Smith, 1921[18]
- Garthius chaseni (Smith, 1931)[14]
- Gekko similignum Smith, 1923
- Gerrhopilus ceylonicus (Smith, 1943)[16]
- Gerrhopilus tindalli (Smith, 1943)[16]
- Gonocephalus mjobergi Smith, 1925[26]
- Hebius groundwateri  (Smith, 1922)[27] – Groundwaters Wassernatter
- Hebius taronensis (Smith, 1940)
- Hemidactylus prashadi Smith, 1935
- Hydrophis lamberti Smith, 1917[28]
- Hydrophis parviceps Smith, 1935
- Hylarana montivaga (Smith, 1921)
- Indosylvirana milleti (Smith, 1921)
- Japalura sagittifera Smith, 1940
- Kalophrynus robinsoni Smith, 1922
- Kaloula mediolineata Smith, 1917
- Kurixalus chaseni (Smith, 1924)
- Laudakia sacra (Smith, 1935)
- Leptobrachella Smith, 1925
- Leptobrachella mjobergi Smith, 1925
- Leptobrachium pullum (Smith, 1921)
- Limnonectes arathooni (Smith, 1927)[13]
- Limnonectes dabanus (Smith, 1922)
- Limnonectes khammonensis (Smith, 1929)
- Limnonectes kohchangae (Smith, 1922)
- Limnonectes timorensis (Smith, 1927)
- Limnonectes tweediei (Smith, 1935)
- Lygosoma angeli (Smith, 1937)
- Lygosoma corpulentum Smith, 1921
- Lygosoma koratense Smith, 1917
- Nanohyla annamensis (Smith, 1923)
- Nanorana aenea (Smith, 1922)
- Nanorana polunini (Smith, 1951)
- Nessia bipes Smith, 1943
- Oligodon barroni (Smith, 1916)
- Ophryacus sphenophrys (Smith, 1960)
- Opisthotropis spenceri Smith, 1918
- Pelturagonia spiniceps Smith, 1925
- Philautus mjobergi Smith, 1925
- Polypedates mutus (Smith, 1940)
- Prasinohaema parkeri (Smith, 1937)
- Protobothrops cornutus (Smith, 1930)
- Protobothrops kaulbacki (Smith, 1940)
- Psammophis indochinensis Smith, 1943
- Pseudocalotes flavigula (Smith, 1924)
- Pseudocalotes kingdonwardi (Smith, 1935)
- Pseudoxenodon baramensis (Smith, 1921)
- Rana johnsi Smith, 1921
- Raorchestes gryllus (Smith, 1924)
- Rhabdophis murudensis (Smith, 1925)
- Rhacophorus annamensis Smith, 1924
- Rhacophorus calcaneus Smith, 1924
- Rhacophorus turpes Smith, 1940
- Rhinogekko femoralis (Smith, 1933)
- Scincella caudaequinae (Smith, 1951)
- Scincella rupicola (Smith, 1916)
- Sphenomorphus cameronicus Smith, 1924
- Sphenomorphus murudensis Smith, 1925
- Sphenomorphus tersus (Smith, 1916)
- Subdoluseps herberti (Smith, 1916)
- Sylvirana cubitalis (Smith, 1917)
- Sylvirana spinulosa (Smith, 1923)
- Trimeresurus kanburiensis Smith, 1943[16] – Kanburi-Bambusotter
- Trimeresurus popeiorum Smith, 1937[29] – Popes Bambusotter
- Tropidolaemus huttoni (Smith, 1949)
- Tropidophorus hainanus Smith, 1923
- Tropidophorus laotus Smith, 1923
- Tropidophorus robinsoni Smith, 1919
- Tropidophorus thai Smith, 1919[30]
- Zhangixalus prominanus (Smith, 1924)

## Dedikationen

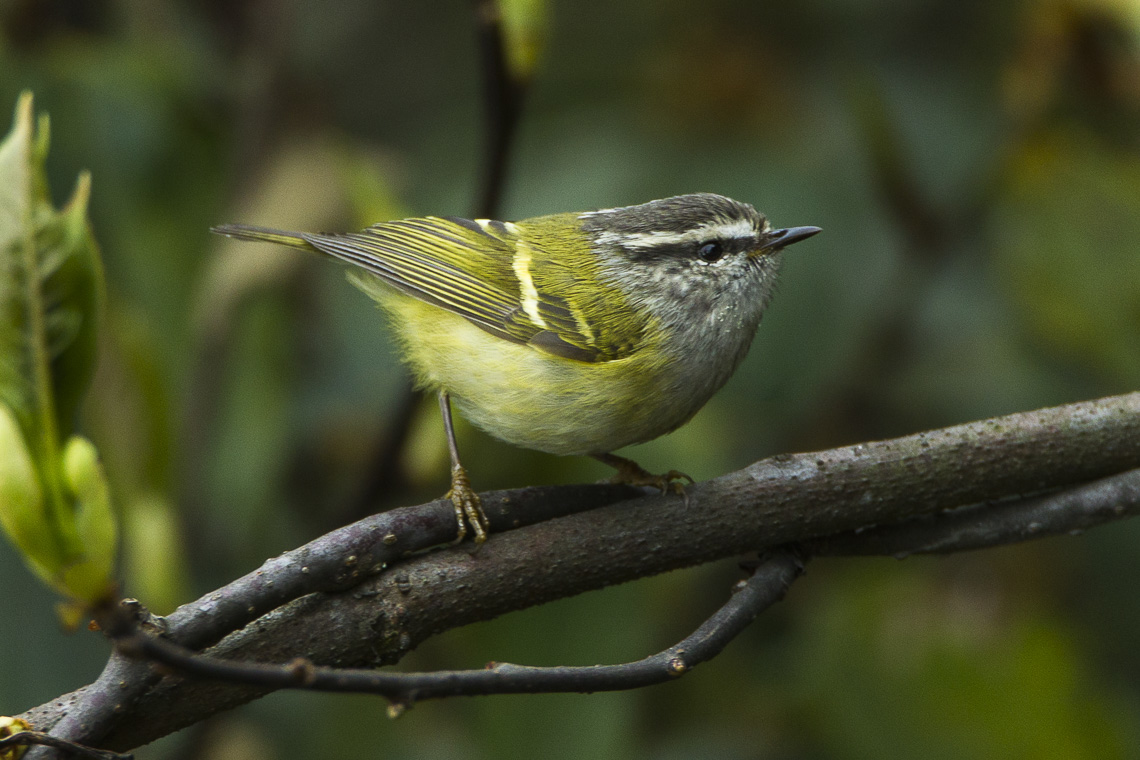
Cryptolopha malcolmsmithi syn. Phylloscopus maculipennis

Nach Malcolm Arthur Smith wurden mehrere Tierarten benannt:
- der Laubsänger Cryptolopha malcolmsmithi H. C. Robinson & Kloss, 1919 (Synonym von Phylloscopus maculipennis, (Blyth, 1867))[31]
- die Schlangenschleiche Dibamus smithi Greer, 1985[32]
- der Gecko Dravidogecko smithi Chaitanya et al., 2019[33]
- die Höckernatter Fimbrios smithi Ziegler, David, Miralles, van Kien & Truong, 2008[34]
- der Halbfinger-Gecko Hemidactylus malcolmsmithi (Constable, 1949)[35]

- der Karpfenfisch Hypsibarbus malcolmi (Smith, 1945)[36]

- die Wassertrugnatter Hypsirhina smithi Boulenger, 1914 (Synonym von Enhydris jagorii (Peters, 1863))
- die Blindschlange Indotyphlops malcolmi (Taylor, 1947)[35]
- der Asiatische Krötenfrosch Leptobrachium smithi Matsui, Nabhitabhata & Panha, 1999[37]
- die Gattung der Wassernattern Smithophis Giri et al., 2019[38]

- die Bambusotter Trimeresurus malcolmi Loveridge, 1938[35]

## Veröffentlichungen
- Malcolm Smith: Monograph of the Sea-Snakes (Hydrophiidae). British Museum (Natural History), London 1926 (130 S.).
- Malcolm Arthur Smith: Reptilia and Amphibia. Loricata, testudines. Second edition (= The Fauna of British India, including Ceylon and Burma. Band 27.1). Taylor and Francis, London 1931 (185 S.).
- Malcolm Arthur Smith: Reptilia and Amphibia. Sauria. Second edition (= The Fauna of British India, including Ceylon and Burma. Band 27.2). Taylor and Francis, London 1935 (440 S.).
- Malcolm Arthur Smith: Reptilia and Amphibia. Serpentes. Second edition (= The Fauna of British India, including Ceylon and Burma. Band 27.3). Taylor and Francis, London 1943 (583 S.).
- Malcolm Smith: A physician at the court of Siam. Country Life, London 1947 (164 S.).
- Malcolm Smith: British reptiles and amphibia. The King Penguin Books, Harmondsworth 1949 (33 S., 16 Tafeln).